# Brama piekieł (anime)
Brama piekieł (jap. Darker than BLACK -黒の契約者- Darker than Black –Kuro no keiyakusha–) – anime stworzone przez Tensai Okamurę i studio BONES. W Japonii premiera serii miała miejsce 5 kwietnia 2007 na kanałach MBS, TBS, jak również na innych stacjach. Muzykę skomponowała Yōko Kanno. Anime doczekało się również luźnej adaptacji w postaci mangi, narysowanej przez Nokiyę i wydawanej w miesięczniku Gekkan Asuka. 
W Polsce anime było emitowane przez stację Canal+ jako „Brama Piekieł”. 5 kwietnia 2012 roku emisję tego anime wznowił Hyper.

## Opis fabuły
Na 10 lat przed wydarzeniami w Tokio pojawiło się paranormalne pole, zwane Bramą Piekieł, które postanowiono odizolować od miasta odgradzając go ogromnym murem, a wraz z nim szereg tajemniczych zjawisk. Firmament nieboskłonu został zasłonięty sztucznymi gwiazdami, a w tym samym czasie pojawili się ludzie z nadprzyrodzonymi zdolnościami. Informacja o nich została zatajona, jednak nic nie powstrzyma miejskich plotek. Ci ludzie, zwani Kontraktorami (ang. Contractors, jap. Keiyakusha), w zamian za swoją moc utracili emocje, dzięki czemu mogą zabijać bez żadnych skrupułów, przez co ludzie się ich obawiają. Jednakże za każdym razem, gdy użyją swojej mocy, muszą wykonać pewną określoną zapłatę. Syndykaty i rządy na całym świecie wykorzystują ich jako zabójców i szpiegów w celu zdobycia różnych informacji, które często przeradzają się w krwawe konflikty. Każda z fałszywych gwiazd na niebie przypisana jest jednemu Kontraktorowi i kiedy on używa swoich mocy, jego gwiazda wibruje. Kontraktorów nazywa się często Kodem Messiera przypisanym do ich gwiazdy. Wraz z nimi pojawili się także ludzie zwani Marionetkami (ang. Dolls), którzy są mediami pozbawionymi własnej woli.
Historia jest opowiadana z punktu widzenia zespołu złożonego z dwóch Kontraktorów, Marionetki i zwykłego człowieka – pośrednika, który przekazuje im rozkazy od Syndykatu, dla którego pracują. Odcinki od 1 do 22 to krótkie dwuodcinkowe historie, luźno powiązane ze sobą, które potem wiążą się ze sobą w większą całość.

## Bohaterowie

### Syndykat
- Hei (jap. 黒 Hei; chiń.: Czarny) – Główny bohater serii. Jest jednym z najlepszych Kontraktorów w swoim Syndykacie, jego kod to BK201. Na co dzień jest miłym i uczynnym chińskim studentem na wymianie o imieniu Li Shenshung, który tu i ówdzie pracuje dorywczo. W rzeczywistości jest agentem wykonującym każde powierzone mu zadanie, choć częściej zgodnie z własnymi odczuciami niż celami wyznaczonymi przez syndykat. Pogardza systemem wartości innych Kontraktorów, chociaż „sam jest jednym z nich”. Jego mocą jest władanie elektrycznością, która wystarcza do zabicia czy wyłączenia zasilania w całym budynku. Może ją przewodzić przez wszelkie indukcyjne materiały. W walce posługuje się również swoim sztyletem przymocowanym do metalowego sznura. Jeszcze zanim został Kontraktorem doczekał się przydomku „Czarny Żniwiarz” (jap. Kuro no Shinigami). Jego głównym celem jest odnalezienie swojej młodszej siostry Pai, z którą stracił kontakt siedem lat wcześniej podczas walk w Ameryce Południowej. Przez swoje liczne występki jest usilnie ścigany przez Japońską Policję. Hei uwielbia pochłaniać ogromne ilości jedzenia, jednakże nie jest to jego zapłatą za kontrakt, gdyż swoje zdolności, gwiazdę i kod otrzymał po swojej siostrze Pai (sam nie jest tego świadomy). W zespole zazwyczaj pełni rolę zabójcy i szpiega, podczas zadań nosi maskę i kuloodporny płaszcz.

Seiyū: Hidenobu Kiuchi 
- Yin (jap. 銀 Yin; chiń.: Srebrna) – Marionetka, która została przydzielona do jednej drużyny wraz z pozostałą trójką. Rzadko cokolwiek mówi i jest bardzo bierna. W przeszłości była normalną dziewczynką o imieniu Kirsi, jest niewidoma. Jej zadaniem jest namierzanie i lokalizowanie członków grupy oraz przeciwników. Może to robić wysyłając swojego ducha obserwacyjnego, używając wody jako przekaźnika. W tym celu ona i jej cel muszą znajdować się w pobliżu wody.

Seiyū: Misato Fukuen 
- Huang (jap. 黄 Huang; chiń.: Żółty) – Jest łącznikiem między grupą a Syndykatem, zaopatruje ich w informacje i broń. W przeciwieństwie do reszty grupy jest zwykłym człowiekiem. Traktuje Kontraktorów z pogardą i odnosi się do nich, jak do zwykłych maszyn do zabijania. Z czasem jednak zmienia swój stosunek do grupy i traktuje ich z szacunkiem jak kompanów.

Seiyū: Masaru Ikeda 
- Mao (jap. 猫 Mao; chiń.: Kot) – Poznajemy go jako mówiącego kota, jego kod to HN432. Kontraktor, który posiadał niegdyś ludzkie ciało, jego mocą jest umiejętność przejmowania ciał innych zwierząt. Podczas jednej z akcji stracił swoje oryginalne ciało i od tamtej pory rezyduje w ciele czarnego kota. Dzięki bezprzewodowej sieci w swoim dzwoneczku przy obroży zachowuje swoją tożsamość, gdyż mózg kota byłby za mały na przetwarzanie takiej ilości informacji. Zazwyczaj asystuje Heiowi podczas zadań i przekazuje informacje.

Seiyū: Ikuya Sawaki 

### Departament Policji w Tokio
Ich baza główna jest tymczasowo zlokalizowana we współczesnym budynku Japońskiej Komunikacji i Telegrafii w Shinjuku. W prawdziwym życiu ich siedziba znajduje się w Kasumigaseki, która w realiach anime znajduje się na terenie Bramy Piekieł.

#### Biuro Bezpieczeństwa Publicznego
Yoshimitsu Hōrai (jap. 宝来 善充 Hōrai Yoshimitsu) Seiyū: Michihiro Ikemizu 
Przełożony Misaki. Szef Biura Bezpieczeństwa Departamentu Policji.

#### 4 Wydział Biura Bezpieczeństwa Publicznego do Spraw Zagranicznych
Wydział zajmujący się sprawami związanymi z Kontraktorami, Marionetkami, Moratorium oraz Bramą Piekieł.
Misaki Kirihara (jap. 霧原未咲 Kirihara Misaki) Seiyū: Nana Mizuki 
Szefowa wydziału 4, która bada sprawy związane z Kontraktorami. Brunetka nosząca okulary, rzadko się śmieje czy uśmiecha. Inteligentna, ma silne poczucie sprawiedliwości i intuicję. Nie znosi zapachu dymu papierosowego. Jej ojciec, Naoyasu Kirihara, również pracuje w policji. Wstąpiła do policji, by bronić słabszych. Uwielbia niezdrowe jedzenie, lecz uważa, że dzięki swojej aktywności w pracy udaje jej się zachować szczupłą sylwetkę. Szczególnie intryguje ją Kontraktor o kodzie BK-201.
Yusuke Saito (jap. 斎藤雄介, Saito Yusuke) Seiyū: Tomoyuki Shimura 
Podwładny Misaki. Mimo że jest oficerem, nie jest zbyt rozgarnięty. Ma dużo szacunku do swojej przełożonej i jest gotów w każdej sytuacji stanąć w jej obronie.
Kunio Matsumoto (jap. 松本邦夫, Matsumoto Kunio) Seiyū: Nobuaki Fukuda 
Najstarszy członek Wydziału 4.
Yutaka Kono (jap. 河野豊 Kono Yutaka) Seiyū: Kōsuke Toriumi 
Partner Saito.
Mayu Otsuka (jap. 大塚真由 Otsuka Mayu) Seiyū: Yuna Inamura 
Współpracowniczka wydziału 4 z Wydziałem Astrologicznym.
Misuzu Oyama (jap. 大山美鈴 Oyama Misuzu) Seiyū: Chika Sakamoto 

### Narodowe Obserwatorium Astronomiczne Japonii
Znajduje się na terytorium kampusu Mitaka. Współpracuje z Departamentem Policji w Tokio. Monitoruje „fałszywe niebo” i dostarcza informacje o aktywności gwiazd Kontraktorów.
Kanami Ishizaki (jap. 石崎 香那美 Ishizaki Kanami) Seiyū: Sanae Kobayashi 
Przyjaciółka Misaki ze szkoły średniej. Szefowa obserwatorium.
Hoshimi-sama (jap. 星見様)
Staruszka siedząca w centrum obserwatorium, która wypowiada się niezwykle rzadko i jak już przemówi, to bardzo zagadkowo. Pełni rolę wyroczni.

### Tajny Wywiad Brytyjski(MI-6)
Brytyjska organizacja mająca za agentów Kontraktorów, która wysłała do Japonii trzech agentów. Ich zadaniem na początku było schwytanie Havoc, potem obserwowanie Heia i jego organizacji. Ich siedziba, tak jak w prawdziwym życiu, znajduje się w Vauxhall Cross. Znamy czterech jej członków:
November 11 (jap. ノーベンバー11 Nōbenbā Ereben) Seiyū: Inoue Kazuhiko 
Lider grupy skadającej się z niego, April i July, jeden z najlepszych agentów MI-6. Jego misją było schwytanie Havoc, a później obserwowanie Heia i jego organizacji. Jego zdolnością jest przemienianie wody i innych cieczy w lód oraz nadawanie im kształtu. Jego zapłatą jest palenie papierosów, czego bardzo nie znosi. Przedstawia się jako Jack Simon.
April (jap. エイプリル Eipuriru) Seiyū: Takako Honda 
Kontraktorka wspomagająca Novembera 11. Jej zdolnością jest tworzenie huraganów, zrywanie wiatru i deszczu, co ułatwia Novemberowi użycie jego mocy. Jej ceną jest picie piwa, co jej bardzo odpowiada.
July (jap. ジュライ Jurai) Seiyū: Kiyomi Asai 
Marionetka w postaci małego chłopca, który zazwyczaj jest widziany z April. Jego zdolność jest prawie taka sama jak Yin, z tym wyjątkiem, że zamiast wody używa szkła.
Decade (jap. ディケイド Dikeido) Seiyū: Akio Nojima 
Bezpośredni przełożony Novembera 11, który uważa go za jednego z najlepszych agentów, jednocześnie obawiając się go.

### Centralna Agencja Wywiadowcza (CIA)
- Nick Hillman (jap. ニック・ヒルマン Nikku Hiruman) – Naukowiec, którego Hei spotyka w siedzibie Pandory. Jak się okazuje, Kontraktor o takich samej mocy, co Hei. Obaj się zaprzyjaźniają i łączy ich pasja do poszukiwania prawdziwego, gwieździstego nieba. Jego zapłatą jest ustawianie butów ofiary do góry nogami. Jego marzeniem jest zabranie jego młodszej siostry w kosmos.

Seiyū: Shigeru Nakahara 
- Corinna Moku (jap. カリーナ・モク Karīna Moku) – Wysłana dla wsparcia, nie potrafiąca poradzić sobie z bliskością Bramy i przez to popadająca w szaleństwo.

Seiyū: Sayori Ishizuka 

### Federalna Służba Bezpieczeństwa (FSB)
- Bertha (jap. ベルタ Beruta) – jest dość otyłą, starszą kobietą. Była śpiewaczką operową. Potrafi wydawać z siebie dźwięki o wysokiej częstotliwości, które są w stanie zniszczyć cel i z łatwością zabić człowieka poprzez wywołanie zawału serca. Jej zapłatą jest zjedzenie i zwrócenie czegoś, najczęściej wybiera do tego papierosy.

Seiyū: Ai Satō 
- Itzhak (jap. イツァーク Itsāku) – współpracownik Berthy. Kontraktor potrafiący przechwytywać duchy obserwacyjne wysyłane przez media i Marionetki. Ukradł dusze wielu medium z Wydziału Astrologicznego. Może dzielić uczucia i świadomość z przechwyconą Marionetką. Jego zapłatą jest tworzenie poezji.

Seiyū: Yutaka Aoyama 

### Evening Primrose (EPR)
Organizacja promująca równe prawa Kontraktorów wobec innych ludzi i żądająca ich równouprawnienia poprzez ataki terrorystyczne.
Amber (jap. アンバー Anbā) Seiyū: Tomoko Kawakami 
Tajemnicza Kontraktorka, która była w tej samej drużynie z Pai i Heiem podczas walk w Ameryce Południowej. Jej kod to UB-001. Początkowo była szpiegiem MI6 o imieniu kodowym February (jap. フェブラリー Feburarī). Zdolnością Amber jest zatrzymywanie czasu i widzenie przyszłości. Kiedy zamrozi czas, może ocknąć innych z zatrzymanego biegu czasu. Jej zapłatą jest zapewne stawanie się młodszą o parę lat do tyłu. Jej prawdziwym celem jest powstrzymanie Pandory i Syndykatu przed unicestwieniem wszystkich Kontraktorów, tak jak to uczyniła w Ameryce Południowej przy Bramie Niebios i do tego celu potrzebuje tajemniczej mocy Heia, która aktywuje Odłamek Meteoru. Zdaje się darzyć Heia gorącym uczuciem, pomimo jego nienawiści do niej.
Amagiri (jap. 雨霧) Seiyū: Takuya Kirimoto 
Mocno zbudowany Kontraktor, który często mruży swoje lewe oko. Jego moc pozwala mu na wytworzenie fali uderzeniowej wydobywającej się z jego dłoni. Zdaje się być prawą ręką Amber, często wykonując operacje ważne dla EPR. Jego zapłatą jest jedzenie jajek, którego nie lubi ze względu na podwyższanie jego poziomu cholesterolu we krwi.
Maki (jap. マキ) Seiyū: Yuko Sanpei 
Młody chłopiec z oczami o różnych kolorach tęczówek. Współpracuje z Amber. Jego moc pozwala mu na wysadzanie w powietrze wszystkiego, co ma na sobie odcisk jego dłoni. Potrafi kontrolować czas wybuchu, tuż przed wysadzeniem pojawia się odcisk jego dłoni. To on spowodował zamieszanie podczas wybuchów w różnych budynkach w Tokio. Jego zapłatą jest picie gorącego mleka. Zazdrosny o Heia, z powodu uczucia jakim darzy go Amber. Zabity przez Novembera.
Zhijun Wei (jap. 魏志軍 Wei Chījun) Seiyū: Takeshi Kusao 
Kontraktor o kodzie VI952. Wei z wyglądu przypomina elfa. Próbował obalić i przejąć mafię Ching-Long-Tang poprzez wymordowanie jego przywódców. Pełnił funkcję ochroniarza córki lidera tego klanu – Alice. Jego moc polega na zdematerializowaniu wszystkiego, na czym będzie jego krew, poprzez pstryknięcie palcami. Dogodnie dla niego, jego zapłatą jest przelewanie własnej krwi. Pojawia się później jako członek EPR.
Alma (jap. アルマ Aruma) Seiyū: Urara Takano 
Kontraktorka, która założyła swoją własną sektę dla takich ludzi jak ona. Jest celem Syndykatu za zabicie jednego z ich ludzi. To ona pierwsza głośno wypowiedziała swoje stanowisko o różnicach między Kontraktorami i zwykłymi ludźmi, dla której założyła swoją religię. Jej mocą jest zmienianie swojej fizycznej formy w zamian za starzenie się. Tak naprawdę jest starszą kobietą przez zbyt częste używanie swojej mocy. Współpracowała z Amber.

### Warte odnotowania postacie
Pai (jap. 白; lit. Biała) Seiyū: Kaori Nazuka, Yuna Fujī (dzieciństwo) 
Młodsza siostra Heia. Posiadała moc Kontraktora jeszcze zanim jej brat nim się stał i była uważana za jednego z najstraszniejszych Kontraktorów. Jest jedną z osób, które przyczyniły się do zniknięcia Bramy w Ameryce Południowej pięć lat wcześniej. Po tym wydarzeniu ona także zniknęła, a jej brat Hei próbuje ją odnaleźć. Jej moc była identyczna jak Heia (najprawdopodobniej w jakiś sposób przejął tę moc od niej), jej zapłatą było spanie.
Chiaki Shinoda (jap. 篠田千晶 Shinoda Chiaki) Seiyū: Megumi Toyoguchi 
Pracowała nad teorią o Bramie Piekieł, po czym zniknęła wraz z badaniami, które później pod postacią dziewczyny z nocnego klubu chciała oddać Louisowi. W toku wydarzeń parę razy próbowano ją porwać i dostać informacje, ostatecznie została zamordowana przez Kontraktora. Interesowała się bardzo Kontraktorami, zwłaszcza po incydencie, gdy jeden z nich zabił jej rodziców, kiedy była jeszcze licealistką.
Mai Kashiwagi (jap. 柏木舞 Kashiwagi Mai) Seiyū: Megumi Nasu 
Uczennica liceum i córka naukowca Kozo Tahary. Jej ojciec był pochłonięty pracą do tego stopnia, że po śmierci matki znienawidziła go i zmieniła nazwisko na panieńskie matki. Jest Kontraktorem, jednak jej ojciec nie mógł się z tym pogodzić i próbował uśpić jej moce za pomocą ziarna kwiatu z terenu Bramy, dzięki czemu Mai mogłaby żyć tak jak wszyscy. Jej zdolnością jest władanie ogniem. Mimo uśpienia, powróciły one po paru latach, jednak Mai nie mogła ich kontrolować i stała się Moratorium. Jednakże z tego stanu stała się kontraktorką, co wydawało się niemal niemożliwe. Jej zapłatą jest śpiewanie.
Havoc (jap. ハヴォック Havokku) Seiyū: Naomi Shindo 
Stracona, która utraciła swoje moce i znaczną część wspomnień wraz z chwilą zniknięcia Bramy Niebios, dzięki czemu mogła żyć jak normalny człowiek. Pracowała razem z Heiem w tej samej organizacji. Była uważana za jednego z najpotężniejszych Kontraktorów, zabiła ponoć 100.000 ludzi podczas wojny w Ameryce Południowej. Jej zdolności były związane z tworzeniem próżni, a jej zapłatą było picie krwi małych dzieci. Przy pomocy Heia podeszła do Bramy Piekieł, gdzie odzyskała moce i część wspomnień, ale bała się powrotu do stanu sprzed lat, czego bardzo nie chciała. Została zabita przez Novembera 11. Była zwana również Carmine.
Shihoko Kishida (jap. 岸田 志保子 Kishida Shihoko) Seiyū: Rumiko Ukai 
Kontraktorka współpracująca z Syndykatem nawet dłużej niż Huang. Powierzono jej zadanie przeniknięcia do sekty Almy, by zebrać informacje i umożliwić jej zabójstwo. Wiele lat temu zlecono jej zadanie zabicia Isozaki, partnera Huanga z czasów, gdy byli detektywami, po tym gdy odkryto jego powiązania z zabójstwem jednego z ludzi Syndykatu. W celu odkrycia, który z ich dwóch był powiązany z Almą, nawiązała bliską więź z Huangiem, zostawiając mu uraz na wiele lat. Jej moc pozwala jej na zniszczenie wewnętrznych organów ofiary, w zamian na chwilę odzyskuje ludzką świadomość i przytłacza ją ciężar wszystkich zabójstw, które popełniła. Zginęła samobójczo, rzucając się pod ciężarówkę.

## Terminologia
Evening Primrose (EPR) (jap.  イブニングプリムローズ  Ibuningu Purimurōzu)
Organizacja prowadzona przez Amber, skupiająca Kontraktorów. Ich celem jest ujawnienie istnienia Kontraktorów, jako nowej rasy ludzi. To ona stoi za przeprowadzonymi zamachami bombowymi. Współpracuje z sektą Almy w zbieraniu Marionetek, które są im potrzebne do walki z Syndykatami i rządem. Na polski znaczy Wieczorny Pierwiosnek.
Brama Piekieł (jap. 地獄門（ヘルズ・ゲート） Jigoku Mon (Heruzu Geto))
Niezbadane i niestabilne terytorium, które pojawiło się 10 lat przed rozpoczęciem serii i objęło pewien obszar Tokio. Wraz z jej pojawieniem pojawili się Kontraktorzy i Marionetki. Wokół tej strefy wybudowano potężny mur mający chronić Japończyków przed nim oraz uniemożliwić wchodzenie osobom postronnym na jej teren. Wiele krajów stara się zdobyć informację na temat bramy, a obok niej wybudowano specjalną instytucję badawczą zwaną Pandorą, zajmującą się jej badaniem.
Niebiańska Brama (jap. 天国門 Hevunzu Gēto)
Siostrzane niestabilne terytorium Bramy Piekieł, które zniknęło w wyniku ingerencji Kontraktorów w plany Pandory 5 lat przed rozpoczęciem serii wraz z obszarem o średnicy 1500 km od Bramy, zmiatając sporą część Ameryki Południowej. Znajduje się na terenie dzisiejszej Brazylii. Jej pojawienie się wywołało wojnę, na którą różne Syndykaty wysłały swoich Kontraktorów i zabójców, którzy walczyli między sobą. W tej wojnie, zwanej Wojną Niebios uczestniczyły m.in. Wielka Brytania i Argentyna. Także drużyna złożona z Heia, Amber, Havoc i Pai uczestniczyła w niej, a zniknięcie Bramy odcisnęło silne piętno w ich życiu.
PANDORA (Phisicalqantity Alternation Natural Deconstruction Organized Research Agency)
Ośrodek badawczy usytuowany tuż przy Bramie Piekieł, mający na celu jej badanie. Pracują w niej międzynarodowe drużyny, które poprzez pośrednie i bezpośrednie eksperymenty badają teren Bramy. Paranormalne fenomeny jak duchy nie są tu rzadkie, na co ma wpływ zapewne bliskość Bramy. Zarówno Syndykat, jak i CIA przeniknęli do każdej struktury tego centrum badawczego.
Kontraktor (jap. 契約者 Keiyakusha)
Ludzie, którzy po pojawieniu się Bram dostali nadprzyrodzone zdolności za cenę utraty ludzkich emocji i uiszczania indywidualnej zapłaty za każdym razem, gdy użyją mocy, bądź bardzo dotkliwej jednorazowej zapłaty z góry. Kontraktorzy są zimni i bezlitośni, za każdym razem kierują się logiką, a nie emocjami, przez co są postrzegani przez ludzi jako potwory, choć ich istnienie jest oficjalnie utajone. Pracują dla przeróżnych Syndykatów i rządów na całym świecie, wykonując zlecenia. Niektórzy Kontraktorzy przejawiają pewne emocje jak poczucie humoru, zazdrość, okrucieństwo.
Marionetka (jap. ドール Doru)
Bezemocjonalne medium stworzone na wzór innej osoby z jej wspomnieniami, a nawet cechami charakteru. W przeciwieństwie do Kontraktorów nie mają żadnych emocji i nie muszą płacić ceny za używanie swoich zdolności. Ich funkcje są przeróżne, zazwyczaj jest to szpiegowanie poprzez wysyłanie swoich Duchów Obserwacyjnych, które mogą przemieszczać się poprzez określone dla każdej Marionetki materiały, tak więc Yin po wodzie, July po szkle, media z Wydziału Astrologicznego po okablowaniu, znane są również takie korzystające ze ścian. Marionetka może także służyć jako uśpiony agent i prowadzić normalne życie aż do czasu usłyszenia hasła aktywującego.
Moratorium (jap. モラトリアム Moratoriamu)
Człowiek, który jest kimś pomiędzy Kontraktorem a Marionetką. Posiada indywidualne zdolności, ale nie może uiścić za nie zapłaty. W przeciwieństwie do Kontraktorów nie kontrolują swojej mocy i gdy jej używają, wpadają w stan nieświadomości. Po pewnym czasie stają się Marionetkami, a prawdopodobieństwo, stania się Kontraktorem jest prawie niemożliwe.
Syndykat (jap. 組織 Soshiki)
To tajemnicze instytuty, pociągające za sznurki zza sceny i wysługujące się Kontraktorami do wykonywania przeróżnych zadań. Każdy Syndykat ma swój system nadawania pseudonimów swoim agentom i tak Syndykat Heia nadaje je od kolorów, a Syndykat Decade’a nadaje od nazw związanych z czasem i datami.
Utracony (ang. Regressor)
Kontraktor, który utracił swoje moce i częściowo odzyskał utracone emocje, mogąc dzięki temu wieść częściowo normalne życie. W pobliżu Bramy może odzyskać je oraz swoją zapłatę. Jest znany tylko jeden Utracony – Havoc. Nie wiadomo, jak i z jakich powodów Kontraktor staje się Utraconym.
Zapłata (ang. remuneration, obeisance, payment)
Rodzaj zapłaty, którą każdy Kontraktor musi dokonać za swój kontrakt, by móc używać swoich mocy. Nie wiadomo co się dzieje z Kontraktorem, który nie dokona swojej zapłaty, jednak krąży plotka, że ten, który tego nie zrobi „rozpływa się”. W obliczu śmierci Kontraktor może zrezygnować z uiszczenia zapłaty. Czas zapłaty może być trochę odwleczony, zwłaszcza w czasie bitwy. Zapłaty odzwierciedlają dziwną naturę Bramy, niektóre są bolesne, inne irytujące, ale istnieją Kontraktorzy, którzy lubią swoje zapłaty. Każdy Kontraktor ma inny indywidualny rodzaj zapłaty. Jak dotąd są znane: łamanie sobie palców, palenie, picie alkoholu, picie ciepłego mleka, jedzenie kwiatków, układanie kamyków w rządek, zaginanie rogów książek, przelewanie własnej krwi, przeżuwanie i zwracanie rzeczy, pisanie poezji, śpiewanie, picie krwi dzieci, układanie butów ofiar do góry nogami, starzenie się, odmładzanie, jedzenie jajek, odzyskiwanie ludzkich uczuć na krótki czas, spanie, pocałowanie kogoś oraz wygadywanie sekretów. Są jednak przypadki uiszczenia całej zapłaty za jednym razem, jednak są niezwykle rzadkie. Zazwyczaj jest to utracenie czegoś lub kogoś ważnego.
Odłamek Meteoru
Tajemniczy obiekt, przypominający soczewkę, pożądany i poszukiwany przez wszystkie organizacje, kiedyś znajdujący się w centrum badawczym Pandory w jednym z teleskopów. Zdaje się być powiązany z Bramami, a w retrospekcjach widzimy, jak Amber przekazuje go Pai. Reaguje on na moc Heia i prawdopodobnie jest przyczyną zniknięcia Ameryki Południowej. Gdy Hei aktywuje swoją moc w jego pobliżu wszystko zaczyna się jarzyć na niebiesko i przechodzić w inny wymiar, tak się stało podczas spotkania Heia z Nickiem, potem dwukrotnie podczas spotkania z Amber. Pod koniec serii miała go w posiadaniu Amber.

## Ścieżka dźwiękowa
Opening
1. Howling (Odcinki 1-14)
  - Wykonanie: Abingdon Boys School
  - Wytwórnia: Epic Records Japan
  - Słowa: Takanori Nishikawa
  - Kompozycja: Hiroshi Shibasaki
  - Aranżacja: Hiroshi Shibasaki, Shōji Morifuji, Toshiyuki Kishi
2. Kakusei Heroism ~The Hero Without A Name~ (Odcinki 15-25)
  - Wykonanie: An Cafe
  - Wytwórnia: Music Rain

Ending
1. Tsukiakari [Moonlight] (jap. ツキアカリ) (Odcinki 1-14)
  - Wokal: Rie fu
  - Wytwórnia: Palm Beach Inc.
  - Słowa i kompozycja: Rie fu
  - Aranżacja: Tadashi Ueda
2. Dreams (Odcinki 15-25)
  - Wykonanie: High and Mighty Color
  - Wytwórnia: SME Records
  - Słowa: Maakii and Yuusuke
  - Kompozycja: High and Mighty Color

## Wersja polska
Wersja polska: Na zlecenie Canal+ Premium Studio Publishing
Tekst Weronika Staniszewska